# Justicia adhatoda
Justicia adhatoda – gatunek rośliny z rodziny akantowatych. Pochodzi prawdopodobnie z obszaru od Pakistanu, poprzez Indie, Nepal, Sri Lankę, po Malezję i Indonezję. Na obszarze tym i szeroko w strefie tropikalnej jest uprawiany. W naturze rośnie na przydrożach i w zaroślach. Ze względu na zawartość ambroksolu roślina ta wykorzystywana jest w systemach medycznych ajurweda i unani do leczenia zapalenia oskrzeli, astmy, żółtaczki i w czasie gorączki. Uprawiana jest także jako roślina ozdobna.

## Morfologia
PokrójKrzew do 4 m wysokości. Pędy mniej lub bardziej wyraźnie czworoboczne, omszone za młodu, później nagie.
LiścieOsadzone na ogonkach długości od 0,8 do 3 cm i o blaszce jajowatoeliptycznej do jajowatej o długości 7–18 cm i szerokości 2–7 cm. Ogonek i blaszka liściowa od dołu omszona, od góry blaszka omszona za młodu, z wiekiem staje się naga z wyjątkiem żyłek. Blaszka całobrzega, u nasady szeroko zbiegająca, z wierzchołkiem zaostrzonym.
KwiatyZebrane w szczytowym lub wyrastającym z węzłów kłosie długości do 7 cm. Kwiaty wsparte są przysadkami jajowato-podługowatymi do 1,5 cm długości. Są one omszone, na brzegu orzęsione i na wierzchołku zaostrzone. Kielich z 5 działek zrośniętych, o wolnych końcach lancetowato-równowąskich. Korona kwiatu grzbiecista, biała lub różowawa z paskami różowymi lub purpurowymi od zewnątrz, rurkowata, o długości do 3 cm, od zewnątrz krótko, szczeciniasto owłosiona. Górna warga jajowata, prosto wzniesiona, do 1,8 cm długości, płytko wcięta. Dolna warga podługowato-okrągła, rozpostarta, trójłatkowa. Łatka środkowa największa, ma do 9 mm długości i 5 mm szerokości. Pręciki na nitkach długości do 1,5 cm, z pylnikami owalnymi, ok. 3,5 mm długości. Słupek prosty.
OwoceJajowate torebki o długości do 4 cm i szerokości ok. 0,5 cm.

## Biologia i ekologia
Rośliny tego gatunku kwitną od listopada do kwietnia na nizinach i od lipca do października w wyższych położeniach. W górach sięga do 1300 m n.p.m.